# Chart (obraz Stanisława Masłowskiego)
Chart – studium akwarelowe, o wymiarach 26,8 × 42,1 cm, polskiego malarza Stanisława Masłowskiego (1853–1926) z 1898 roku, znajdujące się (2022) w zbiorach Muzeum Narodowego w Warszawie.

## Opis
Obraz jest studium akwarelowym. Przedstawia figurę charta leżącego na kanapie, lub w fotelu na tle swobodnie rozesłanej, wielobarwnej dekoracyjnej narzuty – makaty itp. W obrazie przeważają tonacje ciepłe: jasno-kremowe, różowe i czerwonawo-brązowe, natomiast z lewej strony – szaro-popielate. Dolna część – to naturalna biała barwa podłoża. Sierść charta została zaznaczona delikatnymi pociągnięciami ołówka.
W dolnym, prawym narożniku obrazu jest widoczna czytelna sygnatura artysty: „ST.MASŁOWSKI*98".

## Dane uzupełniające
Jak podawał (1957) syn artysty w swym opracowaniu „Stanisław Masłowski – Materiały do życiorysu i twórczości” – „>>Studium charta<<, malowane u Blochowej w Łęcznej, sygnowane St. Masłowski, 98, znajduje się w Muzeum Narodowym w Warszawie, dawniej w zbiorach B. Wydżgi.”
Syn artysty zwracał uwagę na dekoracyjne walory omawianego studium, pisząc „Powstaje teraz cały szereg zupełnie innych, odrębnych, oryginalnych akwarel, gdzie dominującą cechą jest dekoracyjność barwnej plamy. Tak malowane są [...] >>Chart<< (1898) [...] Są to najciekawsze pozycje tego przełomowego etapu. Przechodzi w nich Masłowski ponad impresjonizmem i secesją do własnych kolorowych środków wyrazu, których najbardziej ogólne ramy nakreśla z jednej strony płaska plama koloru, z drugiej zaś realistyczna wierność naturze.” [...] Gdzie indziej – ten sam autor – omawiając dekoracyjne walory obrazu – sformułował swe uwagi następująco: [...] >>Chart<<, niewielka akwarela, która nie może nie wzruszyć malarskiego oka. Widzimy tutaj wyraźnie, zdecydowane przejście nad impresjonizmem, w kierunku malarstwa, które we Francji zacznie się około 1905 roku.”
Omawiany obraz był reprodukowany w publikacjach:
- Stanisław Masłowski – Akwarele – 12 reprodukcji barwnych – jako „CHART” – (akwarela), wielk. oryg. 270 × 430 mm, własność Muzeum Narodowego w Warszawie, tabl.3[6]
- Stanisław Masłowski – Materiały do życiorysu i twórczości – jako „Chart” akw., 1898 r., pracownia fot. Muzeum Narodowego w Warszawie (wł. Muzeum Narodowego w Warszawie)[7]